# Lost Planet: Extreme Condition
Lost Planet: Extreme Condition es un videojuego creado por Capcom para la Xbox 360 de Microsoft y que posteriormente fue adaptado para PC y PlayStation 3. Fue producido por Keiji Inafune, el creador de las series de Mega Man y Onimusha. El juego mezcla acción a pie con mechas. El personaje principal está interpretado por el actor coreano Lee Byung-hun.
El juego fue lanzado para Xbox 360 el 22 de diciembre de 2006 en Japón y el 12 de enero de 2007 en Europa y Norteamérica, y obtuvo grandes críticas de la prensa especializada y del público.
Un año después fue lanzado para PC, posteriormente se lanzó en PS3, el 21 de febrero de 2019 Microsoft lo incluyó en los juegos retrocompatibles para Xbox one.
Su segunda parte, Lost Planet 2 apareció a principios de 2010 de manera simultánea en Xbox 360, PlayStation 3 y PC. Al igual que Lost Planet: Extreme Condition, Lost Planet 2 llegó como retrocompatible para Xbox One.
La tercera parte, Lost Planet 3, apareció en agosto de 2013 en Microsoft Windows, PlayStation 3, Xbox 360, y como retrocompatible en Xbox One. A pesar de ser una tercera entrega, argumentalmente es anterior a Lost Planet: Extreme Condition.

## Historia
La trama del juego se centra en el personaje amnésico Wayne Holden que busca vengarse de un Akrid llamado Ojosverdes por matar a su padre. Wayne es encontrado por una banda de piratas de las nieves congelado dentro de un V.S.
Los Akrid son criaturas que habitan en E.D.N. 3 un planeta cubierto completamente de nieve que los humanos intentaron colonizar y fracasaron al ser obligados a abandonar la Tierra por falta de recursos naturales.
Los humanos al llegar de E.D.N. 3 fueron expulsados por los Akrid (criaturas hostiles de E.D.N. 3) a causa de los pocos recursos y armas. Entonces los humanos crearon los V.S. (Vital Suits) los cuales son exoesqueletos altamente armados capaces de acabar con los Akrid.
Al regresar los humanos a E.D.N. 3 descubrieron en el interior de los Akrid la Energía Térmica (T-Eng) que suponía la única fuente de energía en el planeta. En ese momento comienza la lucha de los humanos para apoderarse de la valiosísima energía térmica para poder sobrevivir.

## Personajes de Lost Planet: Extreme Condition

### Piratas de la Nieve
- Wayne Holden
- Yuri Solotov
- Luka
- Ric
- Basil
- pipo
- MR X

### NEVEC
- Ivan Solotov
- Dennis Isenberg
- Bandero
- Joe

### Akrid
- Trilid
- Sepia
- Sydsepia
- Bolsepia
- Genessa Logue
- Dongo
- Chryatis
- Gorechryatis
- Raibee
- Skalt
- Jellon
- Jellite
- Parajellon
- Parajellite
- Neegal
- axe